# Gömeç
Gömeç là một huyện thuộc tỉnh Balıkesir, Thổ Nhĩ Kỳ. Huyện có diện tích 223 km² và dân số thời điểm năm 2007 là 11105 người, mật độ 50 người/km².